# Merxheim, Haut-Rhin

Merxheim este o comună în departamentul Haut-Rhin din estul Franței. În 2009 avea o populație de 1.280 de locuitori.

## Evoluția populației
| An        | 1975 | 1982  | 1990  | 1999  | 2006  | 2009  |
| --------- | ---- | ----- | ----- | ----- | ----- | ----- |
| Populație | 986  | 1.001 | 1.039 | 1.147 | 1.260 | 1.280 |